# 鹿野淳
鹿野 淳（しかの あつし、1964年8月5日 - ）は、日本の音楽評論家。東京都出身。ニックネームは「しかっぺ」。

## 経歴
鎌倉学園高等学校、明治大学卒業後に扶桑社に入社。1990年にロッキング・オンに入社。『ROCKIN'ON JAPAN』に配属、副編集長を経た後、『BUZZ』、『ROCKIN'ON JAPAN』の編集長を歴任。また『ROCK IN JAPAN FESTIVAL』は初回から構想から関わり、企画 / オーガナイズ / ブッキングに尽力し、2003 年には『COUNTDOWN JAPAN 03/04』を立ち上げ、国内初のカウントダウン・ロック・フェスティバルを成功させた。2004年にロッキング・オンを退社し、有限会社（のち株式会社）FACTを設立。2006年1月にサッカー雑誌『STAR soccer』（扶桑社）を創刊(現在は休刊)、2007年3月には新たな音楽雑誌『MUSICA（ムジカ）』を創刊している。その他、編集／執筆活動のほかテレビやラジオにも出演している。KESEN ROCK FESTIVAL、VIVA LA ROCKといったロック・フェスティバルのプロデュースも行っている。現在最も「喋れる」音楽ジャーナリストとして活躍。

## その他
- グルメとしても知られ食獣の異名を持っており、ROCKIN'ON JAPANの誌上連載で数々のアーティストと大食い対決をする。その後、『笑っていいとも!』のいなり寿司大食い対決にも『出版社勤務　鹿野淳』で出演した。本人曰く、初めてのテレビ出演は音楽ではなく「ご飯モノ」であったといい、『ワンダフル』でも食べ物関係のコーナーを担当したことがある[4]。
- 山崎洋一郎とは対極の性格らしい（電気グルーヴ談）
- 自身のブログで福岡市内の某ラーメン店での顛末を記した記事が評判を呼び、「高菜、食べてしまったんですか!!??」で始まる一部で有名なコピペとなる[4][5]。また、自らを「鹿のフン」と語ることも多い[6]。

## 著書
- 『WORDS: L'Arc〜en〜Ciel』（角川書店、2005年）
- 『discord』（TOKYO FM出版、2007年）
- 『WORDS II: L'Arc〜en〜Ciel』（角川書店、2010年）

## 出演

### テレビ
- SPACE SHOWER HOT 50 チャート★コバーン（スペースシャワーTV）2006年4月7日～2008年3月28日、毎週金曜18:00〜19:30 (JST)
- ミュージャック（関西テレビ放送）毎週木曜深夜1:05〜1:35
- SPACE SHOWER MUSIC UPDATE（スペースシャワーTV）

### ラジオ
- discord（TOKYO FM）2006年4月2日 - 2009年3月28日、毎週土曜24時0分〜30分
- ONGAKU NO MAD（「音楽の窓」・Inter FM897）2014年10月7日 - 2017年10月、毎週火曜23時0分〜24時0分[7]
- live alone（2017年11月 - 2018年6月、Inter FM897）

### その他
- 鹿野淳のロッキン・リアル!（iTunes Store、着うたフルで配信）
- 鹿野淳の「ロックと食なら俺にまかせろ」（メルマガ）